# Narda
Narda (németül: Nahring) község Vas vármegyében, a Szombathelyi járásban. A mai község 1950-ben jött létre, Kisnarda és Nagynarda egyesítésével.

## Fekvése
Szombathelytől mintegy 10 kilométerre nyugatra fekszik, közvetlenül a magyar–osztrák határ mellett.
A szomszédos települések az országhatár magyar oldalán: északkelet felől Bucsu, kelet felől Dozmat, dél felől pedig Felsőcsatár. Nyugatról és északnyugatról a két legközelebb fekvő település a már Ausztriához tartozó Csém (Schandorf) és Csajta (Schachendorf), mindkettőtől alig 3 kilométer távolságra helyezkedik el.

### Megközelítése
Csak közúton érhető el, a Pornóapáti-Bucsu közti 8714-es úton; Kisnarda főutcája az előbbiből kiágazó 87 119-es számú mellékút.

## Nevének eredete
Neve a szláv Nerada személynévből származik.

## Története
1221-ben Nerde néven említik először. Nagynarda római katolikus temploma a 13. században épült, eredetileg Szent János tiszteletére szentelték. A templom 1332-ben a pápai tizedjegyzék szerint már állt. A falut 1322-ben Narrad, 1333-ban Nerada néven említik. Kis és Nagynarda külön 1440-ben Kysnarda, illetve 1443-ban Nagnarda alakban szerepel.
Vályi András szerint "NÁRDA. Kis, és Nagy Nárda G. u. K. Nassing. Két horvát falu Vas Várm. Kis Nárdának földes Urai G. Zichy, és több Uraságok, fekszik Csemhez nem meszsze, és annak filiája, Nagy Nárdának pedig földes Ura H. Batthyáni Uraság, fekszik Rohontzhoz egy mértföldnyire, lakosaik katolikusok, és másfélék, földgyeik közép termékenységűek, réttyeik jók, fájok tűzre, és épűletre van, piatzozások Rohonczon, és Kőszögön."
Fényes Elek szerint "Kis-Nárda Klein Nahring, horvát falu, Vas vármegyében, 120 kath. lak. Nagy-Nárda, horvát falu, Vas vmegyében, Szombathelytől 1 1/2 órányira: 389 kath. lak., paroch. szentegyházzal. Erdeje, legelője jó. Földe középszerü. F. u. gr. Batthyáni Gusztáv."
A Magyarország vármegyéi és városai sorozat Vas vármegyéről szóló Borovszky Samu által szerkesztett részében ez szerepel:"Nagy-Narda házainak száma 75, a lakosoké 480, a kik mindannyian horvátajkúak és r. kath. vallásúak. Postája és távírója Torony. Plébániája 1642-ben már virágzott. Temploma régi és kőfallal van körülvéve. A rohonczi uradalomhoz tartozott."
1910-ben Kisnardának 212, Nagynardának 470, túlnyomórészt horvát lakosa volt. A falut a trianoni békeszerződés értelmében Ausztriához csatolták, 1923-ban a magyar-osztrák határmegállapítási folyamat során népszövetségi döntés után került Magyarországhoz. (ld. még soproni népszavazás).
A két települést 1950-ben egyesítették. 
1951. február 18-20. között Karády Katalin Frank Irma barátnőjével és Mohácsi Ilona öltöztetőnőjével, valamint Lantos Olivérrel, a korszak híres táncdalénekesével két nardai embercsempész segítségével Felsőcsatár és Narda között szökött át Csém községbe.
2013. október 19-én felavatták a Csém és Narda közötti 2 km-es kerékpározható utat, és kerékpáros pihenőt, látványtóval Kisnardán.
A falu 2011-es népszámlálása szerint 469 lakosából 216 horvát, 10 német nemzetiségű.

## Közélete

### Polgármesterei
- 1990–1994: Varga Kálmán (független)[10]
- 1994–1998: Varga Kálmán (független)[11]
- 1998–2002: Dr. Horváth Sándor (független horvát kisebbségi)[12]
- 2002–2006: Dr. Horváth Sándor (független horvát kisebbségi)[13]
- 2006–2009: Somogyi Zsolt (független)[14]
- 2009–2010: Glavanics Krisztina (független)[15]
- 2010–2014: Glavanics Krisztina (független)[16]
- 2014–2019: Glavanics Krisztina (független)[17]
- 2019–2024: Glavanics Krisztina (független)[18]
- 2024– : Dr. Glavanics Krisztina (független)[1]

A településen 2009. május 3-án időközi polgármester-választást kellett tartani, az előző polgármester lemondása miatt; a posztért egyetlen jelölt indult.

## Népesség
A település népességének változása:
| Lakosok száma | 464  | 466  | 468  | 489  | 483  | 510  | 496  |
|               | 2013 | 2014 | 2015 | 2021 | 2022 | 2023 | 2024 |

A 2011-es népszámlálás során a lakosok 88,7%-a magyarnak, 2,1% németnek, 62% horvátnak mondta magát (10% nem nyilatkozott; a kettős identitások miatt a végösszeg nagyobb lehet 100%-nál). A vallási megoszlás a következő volt: római katolikus 84%, református 1,7%, evangélikus 0,4%, felekezet nélküli 1,9% (11,1% nem nyilatkozott).
2022-ben a lakosság 93,4%-a vallotta magát magyarnak, 48,9% horvátnak, 3,7% németnek, 0,6% bolgárnak, 0,4% cigánynak, 0,2-0,2% görögnek, örménynek és ruszinnak, 1,2% egyéb, nem hazai nemzetiségűnek (3,5% nem nyilatkozott; a kettős identitások miatt a végösszeg nagyobb lehet 100%-nál). Vallásuk szerint 70,2% volt római katolikus, 1,9% református, 0,8% evangélikus, 0,2% görög katolikus, 2,1% egyéb katolikus, 3,7% felekezeten kívüli (21,1% nem válaszolt).

## Nevezetességei
- Nagynarda Szent Kereszt Felmagasztalása tiszteletére szentelt római katolikus temploma középkori eredetű. Eredetileg Szent János tiszteletére volt szentelve, de 1674 előtti újbóli felszentelésével a mai titulusát kapta. Orgonáját 1926-ban építették, harangjai 1869-ben és 1921-ben készültek.
- Kisnarda Fájdalmas Szűzanya tiszteletére szentelt római katolikus temploma a kisnardai temetőben, dombtetőn áll.
- 1990-től haláláig itt lakott Károlyi Pál (1934–2015) Erkel Ferenc-díjas zeneszerző.

## Képek

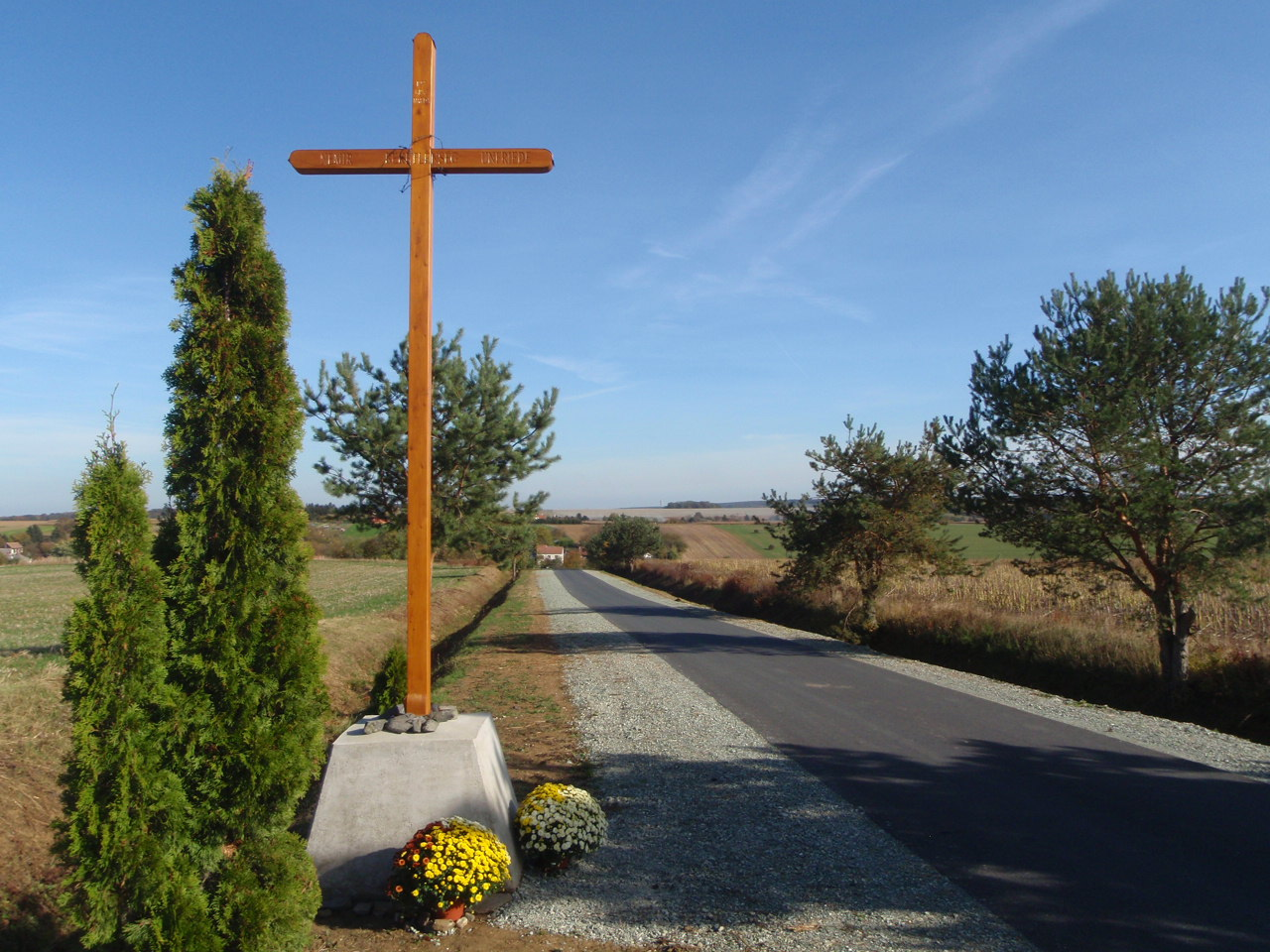
Narda-Csém helyreállított közút a Megbékélés keresztjével
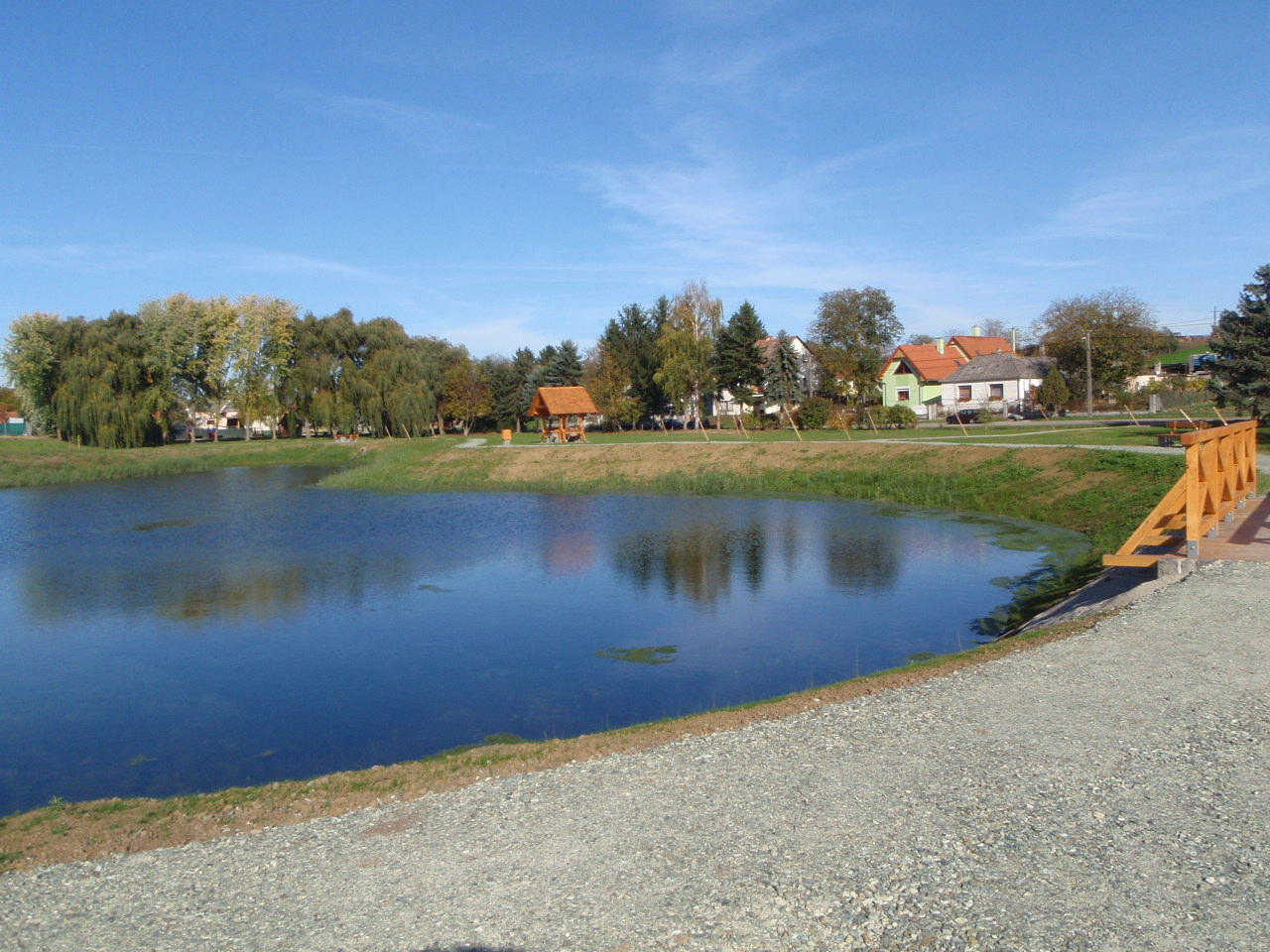
Kisnardai látványtó és kerékpáros pihenő
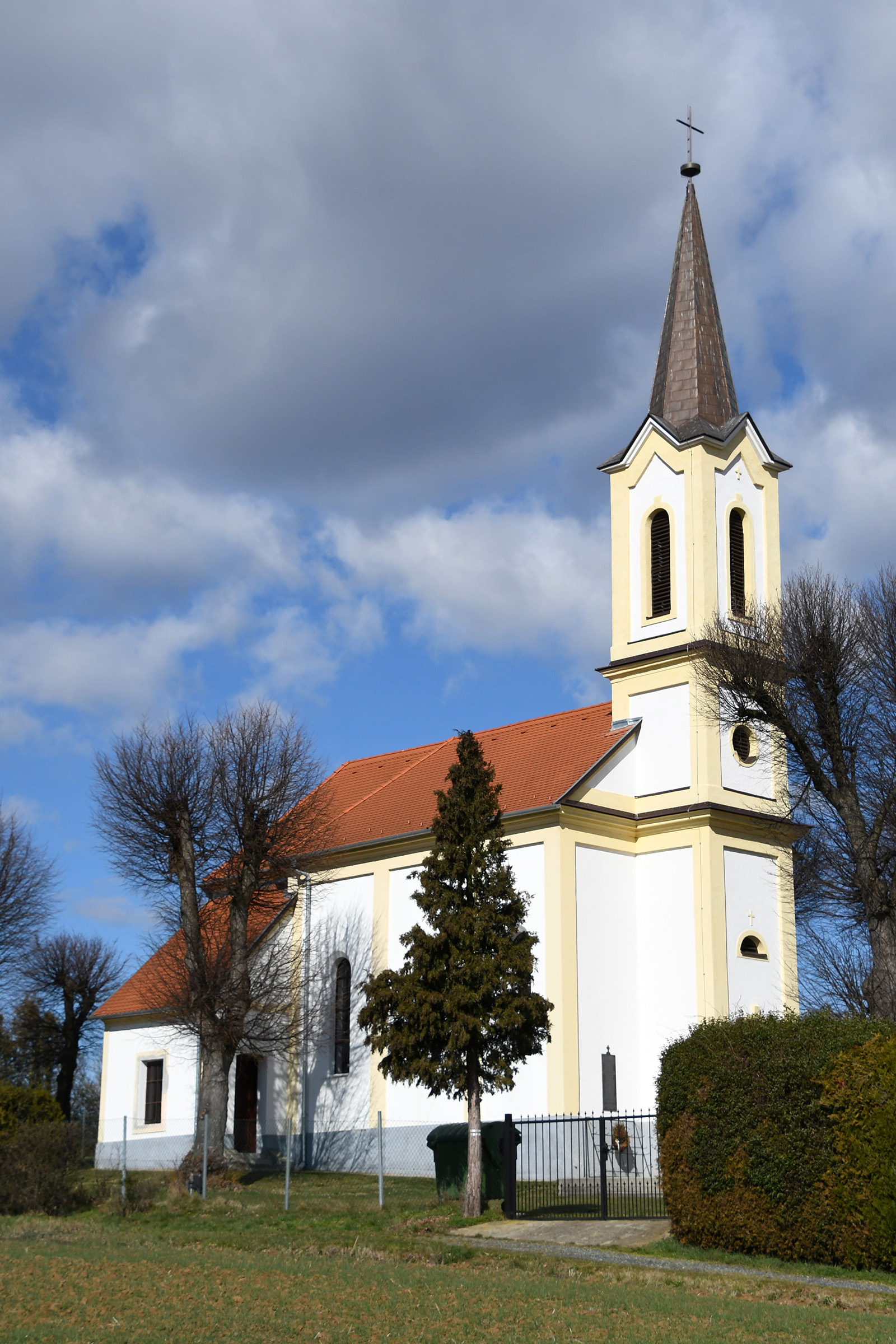
Kisnarda római katolikus temploma